# 하루키정
하루키정(일본어: 春木町)은 일본 오사카부 센난군에 설치되었던 정이다. 현재의 기시와다시에 해당한다.

## 연혁
- 1889년 4월 1일 - 정촌제 시행에 따라, 미나미군 기타카모리촌(北掃守村)이 발족.
- 1896년 4월 1일 - 군 통합으로 센난군 소속이 됨.
- 1928년 4월 1일 - 기타카모리촌이 정제 시행과 개칭으로 하루키정(春木町)이 발족.
- 1937년 2월 21일 - 센난군 야기촌과 신설합병하여, 새로이 하루키정이 됨.
- 1942년 4월 1일 - 기시와다시, 센난군 야마다이정, 미나미카모리촌과 합병하여  기시와다시가 됨.